# Windsor (miasto w stanie Nowy Jork)

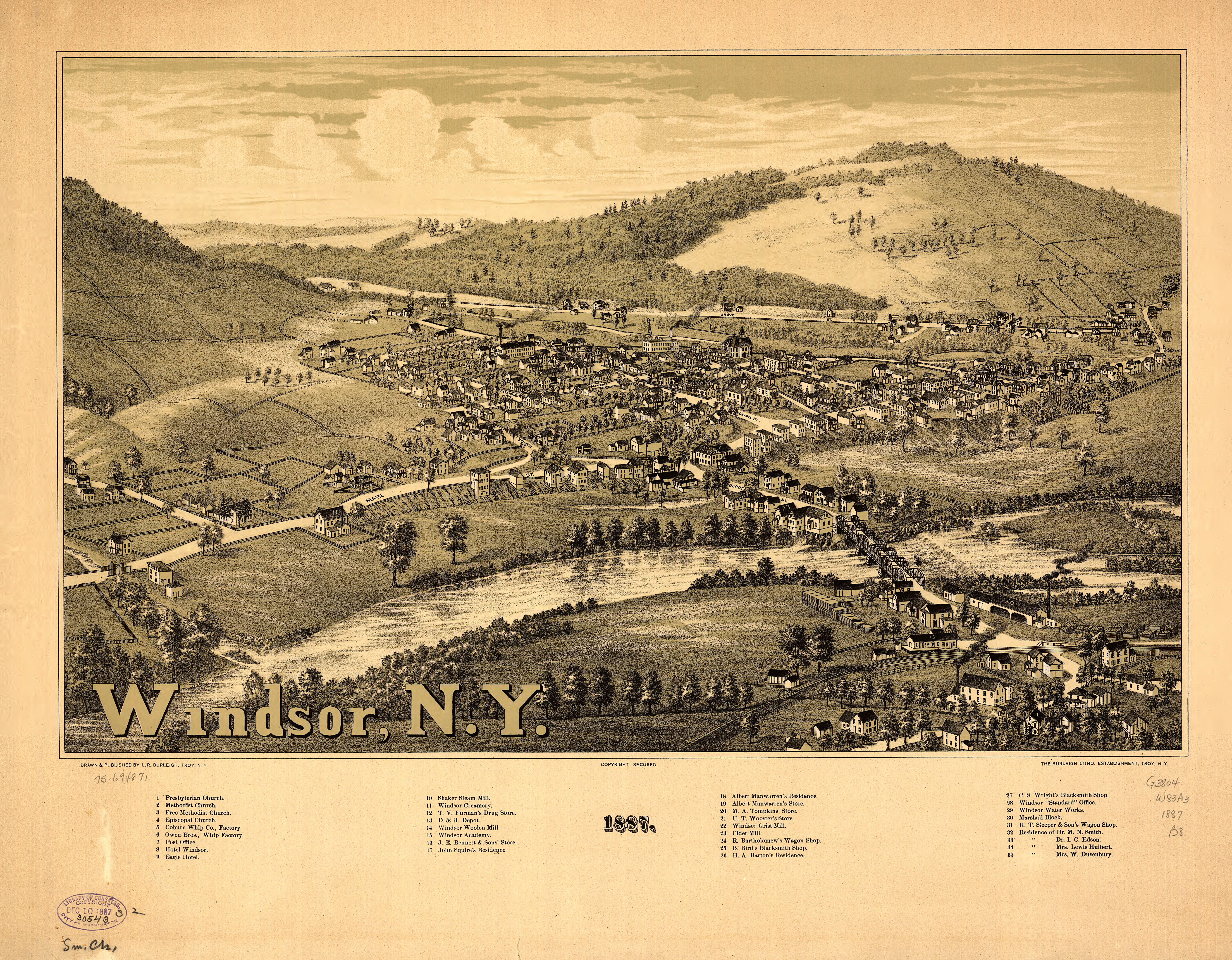
Mapa perspektywiczna miasta Windsor. Widok z lotu ptaka

Windsor – miasto w Stanach Zjednoczonych, w stanie Nowy Jork, w hrabstwie Broome.